# キング・オブ・ザ・デスマッチ

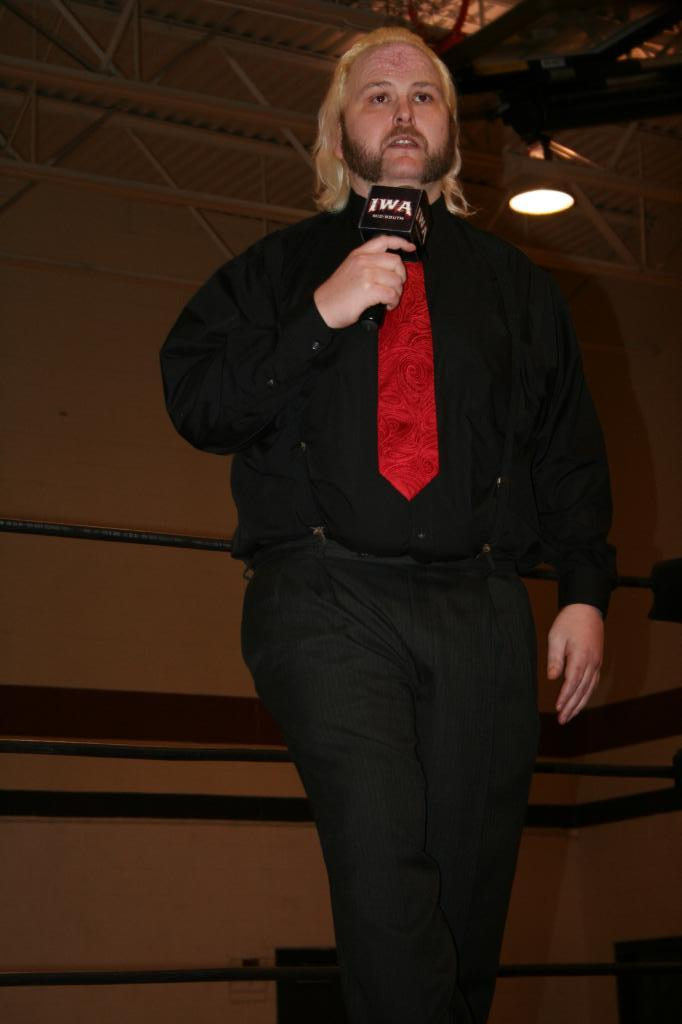
初代王者に君臨したイアン・ロッテン

キング・オブ・ザ・デスマッチ（King of the Deathmatch）は、1997年に創始されたIWAミッドサウスの主催により例年開催されているプロレスのトーナメント戦。二晩に分けて行われるこの大会は、おおよそ数十名の出場者らが競い合ってゆき、数多の凶器を用いたデスマッチいわゆるハードコアをその試合の特色としている。

## 来歴
1997年に初めて開催されて生まれたこの大会は、その初回から画鋲や有刺鉄線を用いたデスマッチに重点を置いていた。やがて未開催の3年間を経て2000年から再び始まり、それからというもの途切れることなく続けられてきた。
2000年にはパペットとT．O．という名の小人症の選手いわゆるミゼットレスラーまでもが出場し、画鋲を用いたデスマッチ戦をそこに展開している。
2000年には女子プロレスラーのデリラー・スター、2006年と2007年にはミッキー・ナックルズが参戦してはいたものの、2006年に至って、その本格的な女性部門としてのクイーン・オブ・ザ・デスマッチが新設され、これも例年のものとしてIWAミッドサウスのマットに催されるようになった（ただし2008年以降は自然消滅）。

## 通覧
かっこ内は本戦未参加者。
| 年   | 日            | 地                               | 参戦者 | 覇者                         |
| ---- | ------------- | -------------------------------- | --- | ---------------------------- |
| 1997 | 10月21日      | インディアナ州ニューアルバニー   | ローリン・ハード \| ブル・ペイン \| イアン・ロッテン \| キャッシュ・フロ \| ボールズ・マホニー \| ウォー・マシーン1号 \| ダグ・ギルバート \| アクセル・ロッテン \| ウォー・マシーン2号 \| マッドマン・ポンド \| タワー・オブ・ドゥーム \| | イアン・ロッテン             |
| 2000 | 12月20日/21日 | インディアナ州チャールズタウン   | 2・タフ・トニー \| スーサイド・キッド \| アリスター・フィアー \| トッド・モートン \| パペット \| T．O． \| マンスローター \| リチャード・エックス \| アクセル・ロッテン \| アンクル・ホンキー \| マーク・ウォルフ \| イアン・ロッテン \| コーポラル・ロビンソン \| デリラー・スタアァ \| ローリン・ハード \| キャッシュ・フロ \| ブレイン・ダメージ \| トビー・クライン | ローリン・ハード             |
| 2001 | 6月1日/2日    | インディアナ州チャールズタウン   | スーサイド・キッド \| リチャード・エックス \| マーク・ウォルフ \| アンクル・ホンキー \| ローリン・ハード \| ディレンジド \| トレント・ベイカー \| タワー・オブ・ドゥーム \| コーポラル・ロビンソン \| クリス・ヒーロー \| ブル・ペイン \| 非道 \| アクセル・ロッテン \| シャンク・ドーシー \| ミッチ・ペイジ \| ポール・イー・スムース \| 2・タフ・トニー \| トビー・クライン \| ネクロ・ブッチャー \| アメリカン・キックボクサー \| イアン・ロッテン \| ポール・ビー・ビューティフル \| ニック・モンド \| キャッシュ・フロ | イアン・ロッテン             |
| 2002 | 7月12日/13日  | インディアナ州クラークスビル     | ネイト・ウェッブ \| チャック・イー・スムース \| マッドマン・ポンド \| アダム・グーチ \| イアン・ロッテン \| ヒュー・ルージュ \| コーポラル・ロビンソン \| アリスター・フィアー \| (クリス・ヒーロー) \| (コルト・カバーナ) \| ミッチ・ペイジ \| デイヴ・ドノヴァン \| ネクロ・ブッチャー \| マーク・ウォルフ \| ディスファンクション \| ローリン・ハード \| 2・タフ・トニー \| キャッシュ・フロ \| トレイシー・スマザーズ | ネクロ・ブッチャー           |
| 2003 | 8月1日/2日    | インディアナ州クラークスビル     | (ジェリー・リン) \| (ジミー・ジェイコブス) \| (ミッキー・ナックルズ) \| (ヘイリー・ヘイトレッド) \| マッドマン・ポンド \| ネイト・ウェッブ \| ミッチ・ペイジ \| ローリン・ハード \| ボールズ・マホニー \| ホレス・ザ・サイコパス \| JCベイリー \| 2・タフ・トニー \| (アレックス・シェリー) \| (サンジェイ・ダット) \| アクセル・ロッテン \| コーポラル・ロビンソン \| ニック・ゲージ \| ディスファンクション \| ネクロ・ブッチャー \| トビー・クライン \| イアン・ロッテン \| メサイア \| (クリス・ヒーロー) \| (ホミサイド) \| (ブラッド・ブラッドリー) \| (ストライカー) \| (アダム・フラッシュ) \| (M-Dogg 20) \| ブル・ペイン \| (ジム・ファニン) \| (ナイジェル・マッギネス) \| (BJウィットマー) \| (ダニー・ダニエルズ) | マッドマン・ポンド           |
| 2004 | 6月25日/26日  | インディアナ州オオリティック     | (ダニー・ダニエルズ) \| (BJウィットマー) \| (マット・サイダル) \| (デリリアス) \| (CMパンク) \| (レイ・ゴディ) \| (クリス・ヒーロー) \| (アリク・キャノン \| )ルイ・ラモス \| ホミサイド \| ライアン・ボズ \| スモーキー・シー \| マンスローター \| トリック・デイビス \| タンク \| ディレンジド \| イアン・ロッテン \| ネイト・ウェッブ \| コーポラル・ロビンソン \| ディスファンクション \| マッドマン・ポンド \| JCベイリー \| トビー・クライン \| ネクロ・ブッチャー \| (ミスシェフ) \| (ミッキー・ナックルズ) \| (デイジー・ヘイズ) | コーポラル・ロビンソン       |
| 2005 | 11月18日/19日 | インディアナ州プレインフィールド | (ジミー・ジェイコブス) \| (CJオーティズ) \| (ヘイリー・ヘイトレッド) \| (ミッキー・ナックルズ) \| (マット・サイダル) \| (デリリアス) \| (サル・トーマセリー) \| (ヴィトー・トーマセリー) \| JCベイリー \| ネイト・ウェッブ \| ジョシュ・アバクロンビー \| ミッチ・ペイジ \| タンク \| ブレイン・ダメージ \| ブル・ペイン \| ディレンジド \| ヒルビリー・ジェド \| コーポラル・ロビンソン \| ネクロ・ブッチャー \| ブランドン・プロフェット \| ミスター・インサニティー \| ディスファンクション \| ダニー・ハボック \| マッドマン・ポンド \| ニック・ゲージ \| ヘラウェア・アサシン \| イアン・ロッテン \| (ブランドン・トーマセリー) \| トビー・クライン                                                                       | トビー・クライン             |
| 2006 | 6月2日/3日    | インディアナ州プレインフィールド | (ダリン・コービン) \| (アリク・キャノン) \| ドレイク・ヤンガー \| ダスティン・リー \| ディスファンクション \| ディン・ティー・ムーア \| フラッシュ・フラナガン \| ビリー・ブラック \| ディレンジド \| スパイダー・ブードロウ \| ミッチ・ペイジ \| ジェイ・ボーイ \| トビー・クライン \| ジェイコブ・ラダー \| ブレイン・ダメージ \| ダリン・チャイルズ \| イアン・ロッテン \| ブランドン・プロフェット \| コーポラル・ロビンソン \| ジャグレーター \| マッドマン・ポンド \| ワックス \| タンク \| ブル・ペイン \| トリック・デイビス \| JCベイリー \| ローリン・ハード \| ミッキー・ナックルズ \| インサーン・レーン | ミッチ・ペイジ               |
| 2007 | 6月22日/23日  | インディアナ州プレインフィールド | ミッキー・ナックルズ \| タンク \| ネクロ・ブッチャー \| ローリン・ハード \| マッドマン・ポンド \| スコッティー・ヴォルテクズ \| ドレイク・ヤンガー \| 吹本賢児 \| ディスファンクション \| ダニー・ハボック \| フリークショー \| ミッチ・ペイジ \| ブレイン・ダメージ \| インサーン・レーン \| コーポラル・ロビンソン \| ディレンジド \| (ブランドン・トーマセリー) \| (ロウ・キー) \| xOMGx \| ヒルビリー・ジェド \| インディアナ・キッド・ジュニア | コーポラル・ロビンソン       |
| 2008 | 6月20日/21日  | インディアナ州セラーズバーグ     | (サラ・デル・レイ) \| (ミッキー・ナックルズ) \| (ディンゴ) \| (チャック・テイラー) \| デボン・ムーア \| イアン・ブラッディー \| コーリー・シャディックス \| ダリン・チャイルズ \| CJオーティズ \| ルーシッド \| ニック・ゲージ \| ダニー・ハボック \| ワックス \| ジミー・ジェイコブス \| (タイラー・ブラック) \| (トビー・クライン) \| (ロバート・アンソニー) \| マッドマン・ポンド \| フリークショー \| バイパー \| ディレンジド \| インサーン・レーン \| タンク \| スコッティー・ヴォルテクズ \| ダイ・ハード \| ドレイク・ヤンガー \| (ジェイソン・ハーデス) \| (ブライアン・スカイライン) | デボン・ムーア               |
| 2009 | 3月6日/7日    | イリノイ州ジョリエット           | (ジュース・ロビンソン) \| (EZE) \| (ジミー・ジェイコブス) \| (エゴティスティコ・ファンタスティコ) \| xOMGx \| デボン・ムーア \| ダニー・ハボック \| エルクビュー・アダム \| (ディンゴ) \| (マイケル・エルジン) \| ディスファンクション \| バイパー \| マッドマン・ポンド \| ネイト・ウェッブ \| コーポラル・ロビンソン \| DJハイド \| MASADA \| タンク \| サムタック・ジャック \| ニック・ゲージ \| ネクロ・ブッチャー \| ブル・ペイン \| (カーター・グレイ) | MASADA                       |
| 2010 | 6月4日/5日    | イリノイ州ベルビュー             | (ジョナサン・グリシャム) \| (ドレイク・ヤンガー) \| (ジミー・ジェイコブス) \| デボン・ムーア \| メイソン・カッター \| ブル・ペイン \| カイル・スリート \| ミッチ・ペイジ \| サイモン・セッツ \| ボールズ・マホーニー \| (マイケル・フェイス) \| ネイル・ダイヤモンド・カッター \| デヴィン・カッター \| ワックス \| チューイ・マルティネス \| ニック・ゲージ \| ネクロ・ブッチャー \| JCベイリー \| イアン・ロッテン \| (マーカス・クレイン) \| (タイラー・ブラック) | JCベイリー                   |
| 2011 | 9月16日/17日  | イリノイ州ベルビュー             | (BJウィットマー) \| (バッキー・コーリンズ) \| ピンキー・サンチェス \| ジミー・フェルチャー \| フリーク・ショー \| ジョーイ・グランジ \| サイモン・セッズ \| ダミアン・ペイン \| メイソン・カッター \| デヴィン・カッター \| ローリー・モンド \| リード・ベントレー \| デボン・ムーア \| マーカス・クレイン \| マット・トレモント \| MASADA \| ドレイク・ヤンガー \| ネイル・ダイヤモンド・カッター | ドレイク・ヤンガー           |
| 2014 | 6月28日       | インディアナ州ニューアルバニー   | (BJウィットマー) \| (マイケル・エルガン) \| (デヴィン・カッター) \| (メイソン・カッター) \| クリスチャン・スカイファイア \| ジョシュ・クレイン \| ジェイコブ・ボイヤー \| ミーン・ミッチ・ペイジ \| デボン・ムーア \| ロン・マシス \| ブル・ブロンソン \| ジョン・ウェイン・マードック \| コーポラル・ロビンソン \| フリークショウ \| マット・トレモント \| ジェシー・アマート | マット・トレモント           |
| 2015 | 6月26日/27日  | インディアナ州チャールズタウン   | (ハイゼイヤー) \| (コンゴ・コング) \| (シェイン・マーサー) \| (デヴィン・カッター) \| (メイソン・カッター) \| (JCロットン) \| (ミッチ・ペイジ) \| (ジョセフ・シュワルツ) \| (アメリカン・ヴァイキング)(フランク・ワイアット)(リトル・ヴァイキング) \| アダム・ビューラー \| デイル・パトリックス \| ニック・ゲージ \| マーカス・クライン \| マット・トレモント \| タンク \| MASADA \| グリーン・ファントム \| セクシー・エディー \| インセイン・レイン \| ブライアント・ウッズ \| JDホラー \| デボン・ムーア \| リード・ベントレー \| コーポラル・ロビンソン \| ジョン・ウェイン・マードック | マット・トレモント           |
| 2016 | 8月6日        | インディアナ州ニューアルバニー   | ジョン・ウェイン・マードック \| ジェフ・キング \| コナー・クラクストン \| デッドリー・デイル \| リッキー・シェイン・ペイジ \| デイル・パトリックス \| ジョシュ・クライン \| マーカス・クライン \| マット・トレモント \| ジェフ・キャノンボール \| ブライアント・ウッズ \| ブラッド・キャッシュ \| DJハイド \| デボン・ムーア \| リード・ベントレー \| ジョセフ・シュワルツ \| | ジョン・ウェイン・マードック |